# Chiesa di Santa Geltrude (Magrè sulla Strada del Vino)
La chiesa di Santa Geltrude, detta anche chiesa di Santa Gertrude, è la parrocchiale di Magrè sulla Strada del Vino, in provincia di Bolzano e diocesi di Bolzano-Bressanone; fa parte del decanato di Caldaro-Termeno.

## Storia

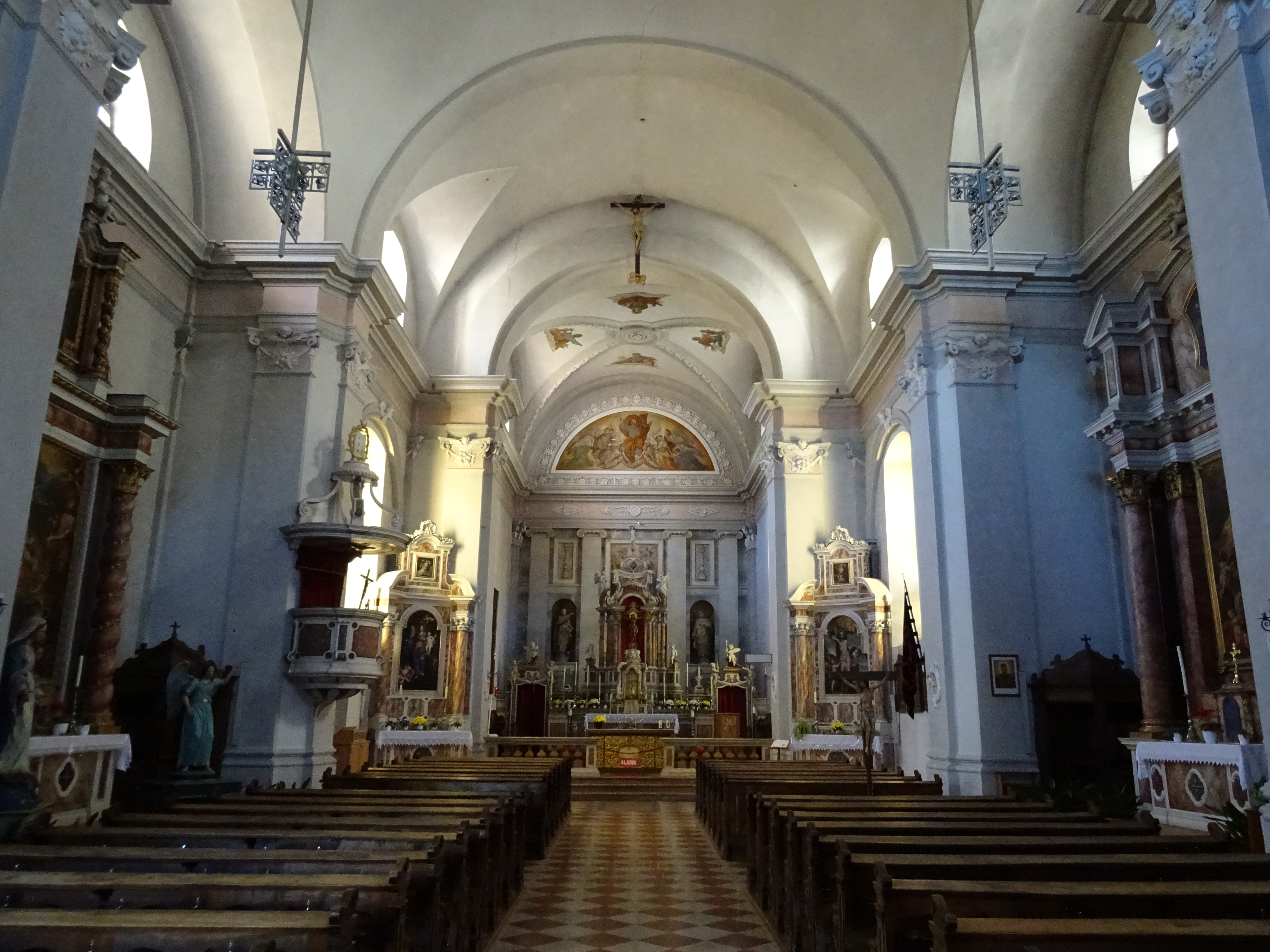
L'interno

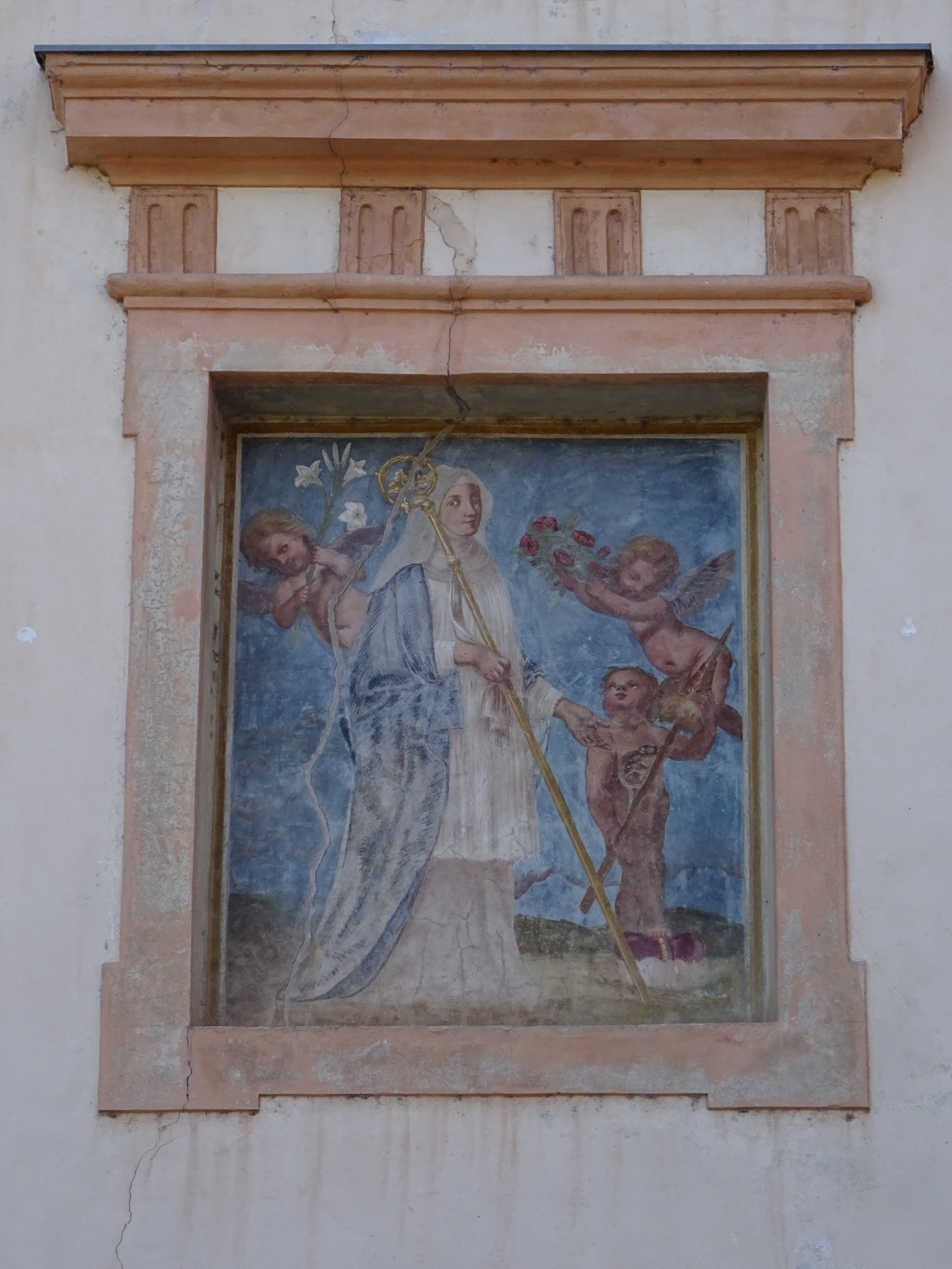
L'affresco della santa titolare in facciata

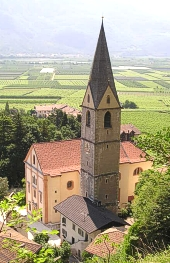
La chiesa ed il campanile

La prima citazione di una chiesa a Magrè sulla Strada del Vino risale al 1343; questo edificio era situato attaccato al campanile.
Nel 1466 la chiesa venne riedificata con dimensioni maggiori e nel 1513 il campanile fu rifatto e al suo interno si installano due campane.
L'attuale parrocchiale venne costruita nel XVII secolo in una posizione leggermente differente di quella precedente, che fu contestualmente demolita.

## Descrizione
La facciata della chiesa presenta delle statue e delle serliane.
L'interno è ad un'unica navata con un corto transetto, che termina con l'abside rettangolare; l'aula presenta una volta a botte e pure una cupoletta, mentre il coro una volta a crociera.
Opere di pregio qui conservate sono la raffigurazione di Santa Geltrude situata nell'abside, l'altare maggiore, impreziosito con sculture e teste di angeli, l'ostensorio seicentesco, il ciborio, risalente al XVIII secolo, e la pala ritraente Sant'Antonio di Padova, eseguita da Giuseppe Alberti.
A qualche metro dalla chiesa sorge il campanile, in stile gotico e caratterizzato da un'acuta cuspide e da quattro arcate ogivali.